# Procyclopina vietnamensis
Procyclopina vietnamensis is een eenoogkreeftjessoort uit de familie van de Hemicyclopinidae. De wetenschappelijke naam van de soort is voor het eerst geldig gepubliceerd in 1968 door Plesa.